# Ramphotyphlops bituberculatus
Ramphotyphlops bituberculatus este o specie de șerpi din genul Ramphotyphlops, familia Typhlopidae, descrisă de Peters 1863. Conform Catalogue of Life specia Ramphotyphlops bituberculatus nu are subspecii cunoscute.